# Saint-Loubert
Saint-Loubert – miejscowość i gmina we Francji, w regionie Nowa Akwitania, w departamencie Żyronda.
Według danych na rok 1990 gminę zamieszkiwały 103 osoby, a gęstość zaludnienia wynosiła 49 osób/km² (wśród 2290 gmin Akwitanii Saint-Loubert plasuje się na 1073. miejscu pod względem liczby ludności, natomiast pod względem powierzchni na miejscu 1565.).